# David Copperfield (film 1935)
David Copperfield – amerykański film z 1935 roku w reżyserii George’a Cukora.

## Obsada
- Edna May Oliver jako Betsey Trotwood
- Elizabeth Allan jako Clara Copperfield
- Jessie Ralph jako Peggotty
- Harry Beresford jako dr Chillip
- Freddie Bartholomew jako David Copperfield (dziecko)
- Basil Rathbone jako Edward Murdstone
- Hugh Walpole jako wikariusz
- Herbert Mundin jako Barkis
- John Buckler jako Ham
- Faye Chaldecott jako Mała Em'ly (dziecko)
- Una O’Connor jako pani Gummidge
- Lionel Barrymore jako Dan'l Peggotty
- Violet Kemble Cooper jako Jane Murdstone
- Elsa Lanchester jako Clickett
- Jean Cadell jako pani Micawber
- W.C. Fields jako Wilkins Micawber
- Lennox Pawle jako pan Dick
- Renee Gadd jako Janet
- Lewis Stone jako pan Wickfield
- Roland Young jako Uriasz Heep
- Ivan F. Simpson jako Littimer
- Marilyn Knowlden jako Agnes (dziecko)
- Frank Lawton jako David Copperfield (mężczyzna)
- Madge Evans jako Agnes
- Hugh Williams jako James Steerforth
- Maureen O’Sullivan jako Dora

## Nagrody i nominacje
| Nazwa nagrody | Wygrane            | Nominacje |
| ------------- | ------------------ | --- |
| Oscar         | 1936 bez rezultatu | 1936 Najlepszy Film wytwórnia Metro-Goldwyn-Mayer Najlepszy Montaż Robert J. Kern Najlepszy Asystent Reżysera Joseph M. Newman |